# 夕陽蝴蝶魚
夕陽蝴蝶魚（學名：Chaetodon pelewensis）為輻鰭魚綱鱸形目蝴蝶魚科的一種。

## 分布
本魚分布於太平洋區，包括印尼、澳洲、庫克群島、斐濟、法屬波里尼西亞、羅德豪島、新喀里多尼亞、諾克福島、帛琉、東加、薩摩亞群島等海域。

## 深度
水深1－30公尺。

## 特徵
本魚體呈方圓形，吻短，呈黃色。體色灰黃褐色，體側具有列斜的黑色斑點，在身體的上半部斑點逐漸變成深色的條紋。一條黑色邊的橘色條紋通過眼睛。背鰭硬棘部有黃色邊，軟條則有白邊。臀鰭也具有白邊。尾柄為黃色。尾鰭白色，具黑色邊緣。背鰭硬棘13－14枚、背鰭軟條22－25枚；臀鰭硬棘3枚、臀鰭軟條17－18枚。體長可達12.5公分。

## 生態
本魚為棲息在珊瑚礁區，成魚通常成對出現，但是稚魚則具獨居性。肉食性，以珊瑚蟲與小型底棲的無脊椎動物為食。

## 經濟利用
為高經濟價價的觀賞魚，容易飼養。